# استخوان‌درمانی
استخوان‌درمانی (به انگلیسی: Osteopathy) (یا اوستئوپاتی)، نوعی پزشکی جایگزین است که بر روی دست‌ورزی فیزیکی بافت‌های ماهیچه‌ای و استخوان‌ها تأکید دارد. کارورزان این شاخه را استخوان‌درمان‌ می‌نامند. این نام (اوستئوپاتی) از ریشه یونانی ὀστέον به معنای «استخوان» و پسوند -πάθεια به معنای «جواب‌دادن به» یا «حساس بودن به» مشتق شده‌است.
دستورزی استخوان‌درمانی (به انگلیسی: Osteopathic Manipulation)، دسته اصلی فنون استخوان‌درمانی می‌باشد. بخش‌هایی از استخوان‌درمانی چون درمان جمجمه‌ای-خاجی، هیچ ارزش درمانی نداشته و به آن برچسب شبه‌علم می‌زنند. این فنون براساس مسلک فکری ایجاد شده توسط اندرو تیلور استیل (۱۹۱۷–۱۸۲۷) بنا نهاده شده، که مدعی «وجود پیوستگی میوفاسیال» است، میوفاسیال، لایه بافتیست که «همه بخش‌های بدن را با دیگر بخش‌ها متصل می‌کند». اوستئوپات‌ها، تلاش می‌کنند تا آنچه را در گذشته به آن «ضایعه اوستئوپاتیک» می‌گفتند، اما اکنون به آن «بدعملکردی پیکری» می‌گویند را به وسیله دستورزی استخوان و عضلات فرد، تشخیص و درمان کنند. فنون درمان دستورزی اوستئوپاتیک (OMT)، اغلب برای کمر درد و دیگر مسائل عضلانی-اسکلتی به کار می‌روند.
در ایالات متحده، آموزش قرن ۲۱می پزشک اوستئوپات (کسی که عمل پزشکی اوستئوپاتی را انجام می‌دهد، نه اوستئوپاتی) معادل با دکترای پزشکی (MD) می‌باشد. دستورزی اوستئوپاتی هنوز هم در چارت درسی پزشکان اوستئوپات قرار داشته و به عنوان جنبه منحصر به فردی از آموزش دکتر پزشکی استئوپاتی (DO) در نظر گرفته می‌شود. در ایالات متحده، فارغ التحصیلان مدارس پزشکی اوستئوپاتی، می‌توانند هم در آزمون مدرک مختص پزشکان اوستئوپات (COMPLEX) شرکت کنند و هم در USMLE.

## تاریخچه
در سال۱۹۸۲،اندر تیلور استیل(۱۸۹۹–۱۸۲۸)روش استئوپاتی را در آمریکا در کوکس ویل اوهایو بنیان نهاد ایجاد کرد. او که به دلیل مشاهده اثرات جانبی بسیاری از داروهای تجویزی دلسرد گردیده بود، کشف کرد که با فشار برمفاصل خاصی از بدن می‌توان صدای تیلیکی (صدای جابجایی مفاصل) ایجاد کرد. این صدا نشان دهنده جا افتادن مناسب استخوان‌هایی است که قبلاً جابه‌جا شده بودند. استیل به این باور رسید که این‌جا اندازی دوباره نه تنها مشکلات مفصلی مثل کمر درد و خشکی گردن را معالجه می‌کند، بلکه کارایی موضعی سیستم گردش خون و سیستم عصبی به همه اعضای مختلف و مغز دسترسی دارند. استیل نتیجه گرفت که دستکاری‌های استئوپاتیک قادر است او را در معالجه بیماری‌هایی چون ذات الریه و اسهال کودکان نیز یاری دهد. در استئوپاتی تأکید و توجه بیشتر به تصحیح وضعیت مفاصل و استخوان‌ها یک نیاز اساسی برای حفظ سلامتی تلقی می‌شود. این شیوه بر روی قسمت‌های مختلف بدن به ویژه مفاصل بین مهره‌ها از یک سو و ارتباطات این مهره‌ها با جمجمه و لگن از سوی دیگر تأکید دارد. متخصصان استئوپاتی در اصل به رشتهٔ خود به عنوان روشی که جایگزین پزشکی متعارف باشد نمی‌نگرند بلکه آن را همراه یا مکمل آن تلقی می‌کنند.
در حال حاضر در تمام ایالات متحده آمریکا متخصصان استئوپاتی اجازه کار یافته‌اند و دانشجویانی در این رشته مشغول تحصیل هستند و بعد به عنوانD.O مشغول به کار می‌شوند. همان درس‌ها و کارآموزی‌های بالینی را انجام می‌دهند که دانشجویان پزشکی عادی پزشکی مشغول آن هستند تنها تفاوتی که آن‌ها با یکدیگر دارند در این است که دانشجویان رشتهٔ استئوپاتی یک سری آموزش و کار آموزی‌های اضافی را در زمینه اختلالات دستگاه عضلانی و استخوانی انجام می‌دهند. در شرایط کنونی حدود ۳۵۰۰۰ استئوپات در آمریکا مشغول کار هستند که هر ساله تعداد زیادی بیمار را درمان می‌کنند.
در سال ۱۹۸۹مقاله‌ای درمجله تایمز فاش کرد که (جف کیپس) قهرمان پرتاب وزنه به مدت دوازده سال از خدمات یک استئوپات بهره می‌گرفته.

## برای مطالعهٔ بیشتر
- American Association of Colleges of Osteopathic Medicine (2011); Glossary of Osteopathic Terminology.
- Collins, Martin (2005). Osteopathy in Britain: The First Hundred Years. London: Martin Collins. ISBN 978-1-4196-0784-4.
- Crislip M (4 October 2013). "Pump it up: osteopathic manipulation and influenza". Science-based Medicine. Retrieved 7 February 2014.
- DiGiovanna, Eileen; Schiowitz, S; Dowling, DD (2005). An Osteopathic Approach to Diagnosis and Treatment (3rd ed.). Philadelphia: Lippincott, Williams and Wilkins. ISBN 978-0-7817-4293-1.
- Savarese, Robert G.; Copabianco, John D.; Cox, James J. (2009). OMT review. ISBN 978-0-9670090-1-8.
- Smith JC (2009). "Manipulative and Body-based Practices". Pseudoscience and Extraordinary Claims of the Paranormal: A Critical Thinker's Toolkit. John Wiley & Sons. p. 342. ISBN 978-1-4443-1013-9.
- Stone, Caroline (2002). Science in the Art of Osteopathy: Osteopathic Principles and Practice. Cheltenham, UK: Nelson Thornes. ISBN 978-0-7487-3328-6.
- Ward, Robert C. (2002). Foundations for Osteopathic Medicine (2nd ed.). Philadelphia: Lippincott Williams & Wilkins. ISBN 0-7817-3497-5.